# Муріальдо
Муріальдо (італ. Murialdo, ліг. Moriaodo) — муніципалітет в Італії, у регіоні Лігурія, провінція Савона.
Муріальдо розташоване на відстані близько 450 км на північний захід від Рима, 65 км на захід від Генуї, 26 км на захід від Савони.
Населення — 855 осіб (2014).

## Демографія
Населення за роками:

Станом на 1 січня 2023 року в муніципалітеті офіційно проживали 73 іноземці з 13 країн, серед них 46 громадян країн Євросоюзу.

## Сусідні муніципалітети
- Каліццано
- Кастельнуово-ді-Чева
- Массіміно
- Міллезімо
- Озілья
- Перло
- Прієро
- Роккавіньяле